# Sara Harvey
Sara Harvey é uma personagem fictícia da série de televisão Pretty Little Liars, interpretada por Dre Davis. Sara é introduzida como falsa protagonista, apenas para ser revelada como cúmplice de "A".

## Interpretação
Em 25 de março de 2015, foi anunciado que a participante do Project Runaway Dre Davis foi escalada para interpretar Kimberly Brown.A atriz publicou uma foto dela mesma vestindo uma blusa amarela similar à que Alison e Bethany Young usavam na noite da morte de Bethany, causando especulações de críticos e fãs de que Kimberly poderia ser na verdade Bethany. Entretanto, mais tarde, foi confirmado que Davis interpretaria Sara Harvey. Durante uma entrevista para para o AfterEllen.com, Davis revelou que tinha de fazer um teste com duas cenas—com uma delas sendo uma cena de beijo, levando à especulação de que ela seria o interesse romântico de Emily Fields, já que as outras protagonistas já estavam em relacionamentos.

## Desenvolvimento

### Caracterização e introdução
"Ela era bonita, equilibrado e perfeita e tudo o que ela lhe deu, ela tomou duas coisas. Quero dizer que ela foi embora, mas ela não está "distante". E nós não podemos fugir dela e eu estou tão cansada de ser amiga da Sara, isso suga sua vida."

— Claire sobre a personalidade de Sara.
Quando a personagem era originalmente Kimberly Brown, ela era descrita como alguém "usado para transbordar confiança, mas ela teve que lidar com um monte, a fim de obter o seu antigo eu de volta." No episódio "Who's in the Box?", da quarta temporada, as amigas de Sara descreveram-na como a "abelha-rainha" deu seu grupo e a garota mais popular da escola antes de seu desaparecimento. A descrição da personagem foi comparada com Alison DiLaurentis em várias maneiras, incluindo em ser egocêntrica, manipuladora e a popular garota malvada. Tina, amiga de Sara, se referiu à Sara como a garota "que parece ser tudo, ter tudo" e que pode fazer você se sentir especial.
Suas amigas também revelaram que elas às vezes desejam que ela tivesse morrido antes de seu desaparecimento real, assim como Aria, Spencer, Hanna e Emily sentiam-se com Alison. No episódio de estreia da sexta temporada, "Game On, Charles", Sara faz sua primeira aparição física na Casa de Bonecas de A, estando lá por dois anos. Sara então desenvolve um relacionamento de codependência com Emily quando ela fica na casa de Emily depois de fugir de casa. Depois de sair da DollHouse e passar uma temporada na casa de Emily, cortou o cabelo e fez uma tatuagem com o significado que estava livre, mas Sara continuou conectada com a DollHouse trabalhando para -A(Cece) sendo assim se afastando das Liars e passando a maioria do tempo observando elas para -A!

### Trabalhando como cúmplice de A
No episódio "Game Over, Charles", Sara é revelada como cúmplice das ações de A/Charlotte DiLaurentis. Ela foi revelada como uma das três Casaco Vermelho, no qual ela usou um máscara da face de Alison enquanto CeCe aprisionava as meninas na Cabana Thornhill. Durante uma entrevista para o Entertainment Weekly, a showrunner e produtora executiva da série I. Marlene King revelou que Sara foi quem salvou Emily, Aria e Mona após Shana Fring ter ateado fogo na cabana no episódio da terceira temporada "A dAngerous gAme". Sara também foi revelada como a Viúva Negra, uma mulher misteriosa que compareceu ao funeral de Darren Wilden, quem CeCe enviou para certificar-se que Wilden estava morto e não podia machucar Alison.

## Recepção
A revelação de Sara como Casaco Vermelho e Viúva Negra recebeu uma recepção geralmente negativa dos críticos e fãs, com muitos deles expressando descontentamento severo com os escritores por escolher uma personagem que ainda era recente na série.[carece de fontes?]